# Probles tenuicornis
Probles tenuicornis là một loài tò vò trong họ Ichneumonidae.